# 大垣警察署
大垣警察署（おおがきけいさつしょ）は、岐阜県警察が所管する警察署。
大規模警察署であり署長は警視正。
かつて、自ら隊の拠点があり、現在は署内に機動警ら課を設置している。

## 所在地
- 岐阜県大垣市江崎町422番地10

## 所管地域
- 大垣市（上石津町の区域を除く。）
- 安八郡神戸町、同郡輪之内町、同郡安八町

※大垣市と安八郡を所管することから、所轄エリアを「大安（だいあん）地区」と呼ぶ。なお大垣市の大半はかつて安八郡であった。

## 沿革
- 2007年（平成19年）4月 - 仁木警察官駐在所（輪之内町）を廃止。また墨俣警部補交番を駐在所に変更。
- 2008年（平成20年）4月4日 - 輪之内交番が移転し、開所。
- 2020年（令和2年）4月 - 大垣駅北側に駅北交番新設。受け持ち変更。[1]

## 組織
- 会計課 - 会計係
- 警務課 - 警務係、相談係
- 留置管理課 - 留置管理係
- 生活安全課 - 生活安全総務係、人対・少年係、生環・サ対係
- 地域課 - 地域係、通信指令係、直轄警ら係
- 機動警ら課 - 機動警ら係
- 刑事第一課 - 捜査庶務係、強行犯係、盗犯係、鑑識係
- 刑事第二課 - 知能犯係
- 組織犯罪対策課 - 組織犯罪係、薬物銃器係、国際捜査係
- 交通第一課 - 交通総務係、交通規制係
- 交通第二課 - 交通指導係、交通捜査係
- 警備課 - 警備係

## 交番
- 駅北交番（大垣市林町六丁目）
- 駅前交番（大垣市高屋町一丁目）
- 郭町交番（大垣市郭町二丁目）
- 三城交番（大垣市加賀野四丁目）
- 楽田交番（大垣市楽田一丁目）
- 割田交番（大垣市割田町）
- 島里交番（大垣市島里一丁目）
- 荒崎交番（大垣市長松町）
- 赤坂交番（大垣市赤坂新町）
- 神戸交番（安八郡神戸町大字神戸）
- 輪之内交番（安八郡輪之内町下大榑新田）
- 安八交番（安八郡安八町大森）

## 警察官駐在所
- 墨俣警察官駐在所（大垣市墨俣町上宿）

## 不祥事
- 2014年 警備課が風力発電施設建設に反対している住民の個人情報を、中部電力の子会社シーテックに漏洩[2][3][4]。漏洩したのは、発電所建設に反対する地元住民・市民運動家・法律事務所関係者の個人名、学歴や病歴、住所や年齢など[4][5]。大垣署の副署長や署員は、この情報漏洩を「治安維持」と主張している[5][4]。なお、シーテックは個人情報の入手を認めている[6]。この一件は、地方公務員法違反（守秘義務違反）となる可能性も示唆されている[3]。なお、この事件を理由にした裁判も行われている[7]。2022年2月、違法な情報提供であると認定され賠償が命じられた[8]。